# Шатилово (Краснозоренский район)
Шатилово — село в Краснозоренском районе Орловской области России. 
Входит в Россошенское сельское поселение в рамках организации местного самоуправления и в Россошенский сельсовет в рамках административно-территориального устройства.

## География
Расположено в 8 км к юго-востоку от райцентра, посёлка Красная Заря, и в 119 км к востоку от центра города Орёл.

## Население
| 2002 | 2010 |
| ---- | ---- |
| 242  | ↘206 |

Согласно результатам переписи 2002 года, в национальной структуре населения русские составляли 98 % от жителей.